# 格林鎮區 (印地安納州諾布爾縣)
格林鎮區（英語：Green Township）是位於美國印地安納州諾布爾縣的一個行政鎮區。

## 地方資料
根據2010年美國人口普查的數據，格林鎮區的面積為92.90平方千米，當中陸地面積為91.60平方千米，而水域面積為1.30平方千米。當地共有人口2123人，而人口密度為每平方千米22.85人。